# 小島職鎮
小島職鎮（生年不詳－卒年不詳）是日本戰國時代武將。通稱六郎左衛門尉。號全安。火宮城城代。姓氏有時被寫成小嶋。

## 生平
神保長職的重臣。從享祿年間開始負責與越前朝倉氏交渉，是支持長職的神保家再興的老臣。而且是親上杉派的重鎮，與親一向宗・武田派的寺島職定對立並將其排除而握著神保家中的實權。在長職死後開始傾向成為上杉家家臣，成為上杉氏的越中眾筆頭而被重用。
元龜3年(1572年)5月，加賀一向一揆群起並開始入侵越中，職鎮在火宮城中籠城並展開防守戰，但是在山本寺定長率領上杉軍援軍到達前開城投降，以致於上杉軍在神通川被一揆軍奇襲而受到很大損害。職鎮對此事很努力地作出解釋，結果後來亦受到上杉氏厚待，在謙信死後被贈予遺物中的太刀。
天正10年(1582年)3月，為呼應在甲州征伐中陷入困境的武田勝賴，突入正在包圍魚津城的織田軍背後並與唐人親廣一同急襲富山城，並囚禁長職的兒子神保長住，但是被柴田勝家等織田軍鎮壓。之後亦作為上杉軍的一員抵抗佐佐成政的越中平定，但是此後再沒有消息，被認為是在這段期間死去。被認為是子孫的一族在後來成為越中富山藩藩士。